# Victorio Manuel Bonamín
Victorio Manuel Bonamín (n. Rosario, Argentina, 19 de octubre de 1909-f. en Funes,  11 de noviembre de 1991)  fue un obispo católico argentino ligado institucional e ideológicamente a las Fuerzas Armadas de Argentina durante la época de la última dictadura cívico militar

## Biografía
Fue ordenado sacerdote salesiano en julio de 1935; el papa Juan XXIII lo nombró obispo auxiliar de Buenos Aires y obispo titular de Bita en enero de 1960, e, inmediatamente Bonamín fue designado provicario castrense en ese mismo año y apenas tres años después de que el Vaticano y el gobierno dictatorial del general Pedro Eugenio Aramburu firmaran el acuerdo que creaba un vicariato castrense “para atender el cuidado espiritual de los militares de Tierra, Mar y Aire”.
Permaneció en el cargo hasta 1982, subordinado en los años más crudos del terrorismo de Estado a Adolfo Servando Tortolo, vicario general de las Fuerzas Armadas y dos veces presidente de la Conferencia Episcopal Argentina.
Bonamín siempre fue un hombre ligado a las Fuerzas Armadas de Argentina, institucional e ideológicamente. En noviembre de 1977, cuando la tortura y la desaparición eran la regla, dijo: “Si pudiera hablar con el gobierno le diría que debemos permanecer firmes en las posiciones que estamos tomando: hay que desestimar las denuncias extranjeras sobre desapariciones”.
Bonamín, al igual que Adolfo Tortolo y el arzobispo de La Plata Antonio J. Plaza eran ultraconservadores que abiertamente apoyaban a la cúpula militar y justificaban la supresión de las guerrillas, aún mediante el uso de torturas.

## Los diarios
El obispo Bonamín tenía por costumbre trasladar a su diario personal el relato de los hechos, encuentros y reflexiones de su vida cotidiana. Muchos de esos papeles personales fueron destruidos por el propio obispo, pero algunos se conservaron después de su muerte. En 2016, el sociólogo Ariel Lede y el historiador Lucas Bilbao publicaron Profeta del genocidio: El Vicariato castrense y los diarios del obispo Bonamín en la última dictadura, un estudio sobre la vinculación un sector de la Iglesia católica con el terrorismo de Estado en Argentina, que toma como fuente testimonial los diarios del obispo entre 1975 y 1976.

## Sobrino nieto desaparecido asesinado
La noche del 16 de marzo de 1976, una patota de la policía secuestró a Luis Anselmo Bonamín, el sobrino nieto del pro vicario y lo llevó a una dependencia policial de Rosario.  El dato coincide con una anotación de su tío abuelo en el diario: “por insinuación del Coronel Rolón se llama al comisario Bertolone, Jefe de Inteligencia de la Policía con sede en la ex Seccional 2 de calle Catamarca a donde (según le refirieron al padre de Luis) habría sido llevado  ‘todavía vivo’”. A pesar de su llegada directa a la cúpula militar, Bonamín no hizo demasiado después del secuestro.

## Sacerdotes en centros clandestinos de detención
Más de 100 sacerdotes cumplieron tareas en unidades donde funcionaron centros clandestinos de detención.
Por lo menos 22 de esos religiosos están vivos y podrían por los destinos que ocuparon conservar información valiosa sobre víctimas, victimarios y apropiaciones de niños
La novedad del acompañamiento eclesiástico en esa coyuntura radicó en la presencia de los sacerdotes dentro de los lugares de detención clandestinos.